# Inga acrocephala
Inga acrocephala är en ärtväxtart som beskrevs av Ernst Gottlieb von Steudel. Inga acrocephala ingår i släktet Inga och familjen ärtväxter. Inga underarter finns listade i Catalogue of Life.